# 宣州片
宣州片即宣州吳語，在安徽东南部的芜湖、铜陵、池州、黄山市黄山区北部（其北部为原宣州太平县地），江苏西南部的高淳及浙江西北部部分地区使用。宣州片為吴语之方言片，又称西部吴语、宣州话，因使用区域位于吴语区内西部、以原宣州（宣城郡、宁国府）辖地为中心而得名。宣州吴语受到了江淮官话的严重渗透，使用区域日渐萎缩。

## 特征
吴语宣州片具有吴语的基本特征，即古全浊声母今音自成一类，与古全清、次清声母的今音对立，保持“帮滂並、端透定”三分的基本格局。与南、北部吴语相比，吴语宣州片韵母方面个性特征不强，因分别具有与其他吴语以及淮语、闽语、赣语等周边语言相同的一些特点而呈现出混合型的面貌；大多数地方入声一般有喉塞尾[ʔ]且阴阳入不分；声母差异较大。宣州片声母的突出特点在于古全浊塞音的浊塞音成分明显有通音化和气音化现象；古全浊塞擦音大多因失去塞音成分而擦音化，与古全浊擦音的今音合流，两者都伴有强弱不同的气流[ɦ-]或[h-]。

## 太平天國之前的宣州方言
宣城人（今宣州區）孫耀、吳思本著，成書於崇禎年間，初版於崇禎甲申年（1644年）的《音韻正訛》，反映了太平天國兵燹之前自然發展的宣州方言的語音狀況，經學者研究，雖然該書在凡例裡自稱“字宗《正韻》”，但實際上音韻和《洪武正韻》以及傳統的《詩韻》等毫無關係，實際反映的是編纂人的母語，其與如今殘存於皖南圩區老齡人口中的土著吳語有一脈相承的關係，而與兩人的出生地宣城市區今日的方言不同。學者通過韻類分析，歸納出的語音特點如下：

### 聲母
|        |        |        | 双唇音 | 唇齒音 | 齒齦音 | 齒齦後音 | 硬顎音 | 软腭音 | 聲門音 |
| ------ | ------ | ------ | ------ | ------ | ------ | -------- | ------ | ------ | ------ |
| 鼻音   | 鼻音   | 鼻音   | /m/    |        | /n/    |          |        | /ŋ/    |        |
| 塞音   | 清音   | 送氣   | /pʰ/   |        | /tʰ/   |          |        | /kʰ/   |        |
| 塞音   | 清音   | 不送氣 | /p/    |        | /t/    |          |        | /k/    | /ʔ/    |
| 塞音   | 濁音   | 濁音   | /b/    |        | /d/    |          |        | /ɡ/    |        |
| 塞擦音 | 清音   | 送氣   |        |        | /tsʰ/  | /tʃʰ/    |        |        |        |
| 塞擦音 | 清音   | 不送氣 |        |        | /ts/   | /tʃ/     |        |        |        |
| 塞擦音 | 濁音   | 濁音   |        |        | /dz/   | /dʒ/     |        |        |        |
| 擦音   | 清音   | 清音   |        | /f/    | /s/    | /ʃ/      |        | /h/    |        |
| 擦音   | 濁音   | 濁音   | /β/    | /v/    | /z/    | /ʒ/      |        | /ɦ/    |        |
| 边音   | 边音   | 边音   |        |        | /l/    |          |        |        |        |
| 近音   | 圓唇   | 圓唇   |        |        |        |          | /ɥ/    |        | /w/    |
| 近音   | 不圓唇 | 不圓唇 |        |        |        |          | /j/    |        |        |
- 塞音、塞擦音、擦音仍基本保持中古漢語全濁、全清、次清三分的格局，但部分全濁聲母字已有不同情況的清化現象。
- 見系未發生顎化現象。
- 部分匣母與群母/ɡ/合流。群母在陽平清化為/k/或/kʰ/（無規律），仄聲裡仍然有/ɡ/。
- 部分匣母合口字（如互、護）、疑母合口字（如悟、寤、怙）合流為零聲母（或視作近音/w/）。
- 疑母開口三四等字混入泥母/n/。
- 少量疑母與雲母、余母混入零聲母。
- 大部分從母清化，其中大部分混入精母/ʦ/，部分去聲字混入清母/ʦʰ/。
- 莊、知、章組合併，少部分莊組併入精組。
- 古全濁擦音和全濁塞擦音聲母發生合併，其中從母和少量崇母為/dz/、邪母/z/、大部分崇母和一部分澄母、船母為/dʒ/、禪母和一部分澄母、船母為/ʒ/。
- 少量書母讀塞擦音。
- 日母分化有鼻音/n/和濁擦音/ʒ/兩種讀法，尚無兒化音產生。
- 部分奉母字混入微母/v/，部分奉母字仍保持獨立：/β/。

### 韻母
|        | 開尾韻 | 開尾韻 | 開尾韻  | 開尾韻 | 開尾韻 | 開尾韻 | 元音尾韻 | 元音尾韻 |
| ------ | ------ | ------ | ------- | ------ | ------ | ------ | -------- | -------- |
| 開口呼 | /ɿ/癡  | /a/沙  | /ɔ/高   | /o/梭  | /e/遮  | /ɛ/皆  |          | /əu/勾   |
| 齊齒呼 | /i/雞  |        | /iɔ/ 蕭 |        | /ie/嗟 |        |          | /iəu/憂  |
| 合口呼 | /u/夫  | /ua/瓜 |         |        |        | /uɛ/乖 | /uei/卑  |          |
| 撮口呼 | /y/居  |        |         |        |        |        |          |          |
|        | 鼻音尾韻 | 鼻音尾韻 | 鼻音尾韻 | 鼻音尾韻 | 鼻音尾韻 | 塞音尾韻 | 塞音尾韻 | 塞音尾韻 | 塞音尾韻 | 塞音尾韻 | 塞音尾韻 | 塞音尾韻 |
| ------ | -------- | -------- | -------- | -------- | -------- | -------- | -------- | -------- | -------- | -------- | -------- | -------- |
| 開口呼 | /ɛn/干   | /an/ 班  | /əŋ/庚   | /ɔŋ/剛   | /oŋ/公   |          | /əʔ/徹   | /ɿʔ/質   | /ɔʔ/閣   |          |          | /aʔ/臘   |
| 齊齒呼 | /iɛn/ 天 | /ian/免  | /iəŋ/陰  | /iɔŋ/薑  | /ioŋ/凶  | /iɛʔ/結  |          | /iʔ/ 一  | /iɔʔ/約  |          |          |          |
| 合口呼 | /uɛn/官  | /uan/關  | /uəŋ/昆  | /uɔŋ/光  |          |          | /uəʔ/國  |          |          | /uʔ/讀   |          | /uaʔ/刮  |
| 撮口呼 | /yɛn/涓  |          | /yəŋ/君  |          |          | /yɛʔ/月  |          |          | /yɔʔ/鐝  |          | /yʔ/曲   |          |
- 有部分“陰聲陽化”現象。麻韻三等字的去聲，如“夜、卸、謝、借”與部分上聲讀如“憲韻”（該韻書小韻），如“寫、扯”讀如簡韻（該韻書小韻）。今天“社”字，蕪湖縣讀/ʂõ/，“寫”字貴池縣、巢湖讀/sɛ̃/，同陽聲韻的今讀。此特點應當是安徽中南部一帶方言的特徵。
- 臻、深、曾、梗四攝舒聲字合併。
- 入聲塞音韻尾混同。
- 古咸、山二攝一些合口舌、齒音字讀若開口，如湍=貪、全=前，宣=先，撰=綻。

### 聲調
5個聲調，平聲分陰陽，仄聲不分陰陽（其中全濁上聲歸入去聲）。

## 方言分区
宣州片内部分三个小片，差别较大。如古全浊声母，在太高小片尚未通音化，在石陵小片局地发生清化，在铜泾小片则都通音化了。

### 铜泾小片
- 安徽
  - 铜陵市义安区
  - 泾县、宁国县（青龙、济川、东岸等乡的乡村）
  - 繁昌县、南陵县（北部西部，及东南角奚滩乡一带）、宣城县（限北部西部及南部溪口乡金牌）
  - 芜湖县（万春区除外）、当涂县（限东部南部）、青阳县（童埠、杜村二乡及酉华乡杨柳地）、贵池县（东部）、石台县（东部，含旧城关广阳）、太平县（已划入黄山市。西部杨家岭一带，北部龙门以北）。

铜泾小片共15县市，308万人（其中安徽261万人）。该片语音特点是：古全浊声母今读是带或强或弱气流的通音，如並奉母今读[ɦv-/hv-/ɦβ-/hβ-]等，定母今读[r-/ɦr-/ɾ-]等，绝大多数地方的澄从邪崇船禅等母在今洪细音前有分别，读如[ɦz-/ɦʑ-]、[hʐ-/hj-]等，大多数地方的群匣母一般在今洪细音前分别读[ɣ-/ɦʑ-]、[h-/hj-]、[kʰ-/h-]等。另外，有的地方此类浊音中塞擦成分进一步丢失，只剩下气流音[ɦ-]或[h-]了。如七都话中“袍嫌邪袖”的声母是[h-]。

### 太高小片
- 安徽
  - 太平县（今黄山市黄山区东部和北部）、宁国市（限南部南极等乡）、马鞍山市（限东部湖阳乡、博望镇）。
- 江苏
  - 南京市高淳区（西部）、溧水区（南部）。
- 浙江
  - 杭州市临安区（旧昌化县的昌北区）。

太高小片6县市22万余人（安徽18万人，浙江4.5万人）。该片语音特点是：古浊塞音声母今尚能全部或部分保持浊塞音的读法。永丰等地已经有了不同程度的清化。如：“爬平”、“大桃”在永丰话中的实际音值分别是[b̻ʰ-][d̻ʰ-]、在茅坦话中的实际音值分别是[b̻-][d̻-]。

### 石陵小片
- 安徽
  - 石台县（石埭。中部）、青阳县（东南陵阳等乡，旧石埭县属地，含城关旧派）、泾县（限西南厚岸、包合、水东三乡）、太平县（现黄山市黄山区西北三丰地区部分乡村，旧属石埭县）、贵池县（限南部灌口一带）。

石陵小片5县市，13万人。该片语音特点是：古全浊声母今基本上读清音，不过有些地方古澄从崇船禅群等母舒声字有读作清擦音的，与定母读作塞音有别。如：横渡话“社善柴蛇神”读[ɕ-]、“床”读[s-]。与铜泾小片、太高小片相比，石陵小片在语音特征上磨损的速度较快。

## 方言現狀
宣州吴语分布在吴语区西北部，外部周围环绕诸多非吴语方言，内部亦遍布诸多客籍方言岛。清代太平天国起事期间，本区域为太平军和清军的重要战场之一，导致区内人口大量非正常死亡。战后清政府鼓励其他区域大量人口移民本区域，直接導致宣州吴语受到官话严重侵蚀，在城镇往往对外使用江淮官话，而吴语在家庭內部使用，或限于老人、妇女应用，在圩区则保存较好，称为“此地话、圩巴老话”。而且，宣州片吴语区的方言使用有一种普遍现象：中年人尚能听懂老派土语，但已讲不地道；年青一代则只能听懂零星土语，更谈不上说土语。有些在官话包围中的土著话已被同化得只残存很少几项特征，如芜湖市郊四山乡的褐南村，男人已说市区官话，土话被认为妇女话，也只剩下定母读[r]声母，代词复数带[nɔn24]尾，近指用[kəʔ5]，远指用[ku55]等几项宣州吴语特征了，这些残余点未统计在宣州吴语内。 综合实地调查资料可见，在内部特征日益弱化（如，古全浊声母清化）和外部优势方言（淮语）的不断夹击下，加上普通话的强势影响，吴语宣州片极有可能被官话完全融合、同化。

### 引用
1. ↑  蒋冰冰，2003年，第73页。
2. ↑  洪梅.《音韵正讹》入声韵研究[J].莆田学院学报.2010,(1)：39-42.
3. ↑  
高永安.《音韵正讹》的声母系统[J].语言研究.2006,26(4)：43-46.
4. ↑  
宁继福.读明末安徽方言韵书《音韵正讹》[J].安徽师范大学学报·人文社会科学版.2005,33(6)：713-717.
5. ↑  蒋冰冰，2003年，第73至74页。
6. 1 2  蒋冰冰，2003年，第74页。
7. ↑  郑张尚芳. . 方言. 1986,. 1986 (1) （中文）.
8. ↑  蒋冰冰，2003年，第86页。

### 书籍
- 中国社会科学院，《中国语言地图集》．香港：朗文出版（远东）有限公司，1987．ISBN 9780582999039
- 孟庆惠等，《安徽省志·方言志》．方志出版社，1997．ISBN 9787801221311
- 蒋冰冰，《吴语宣州片方言音韵研究》．上海：华东师范大学出版社，2003．ISBN 9787561732991